# Vagenécia

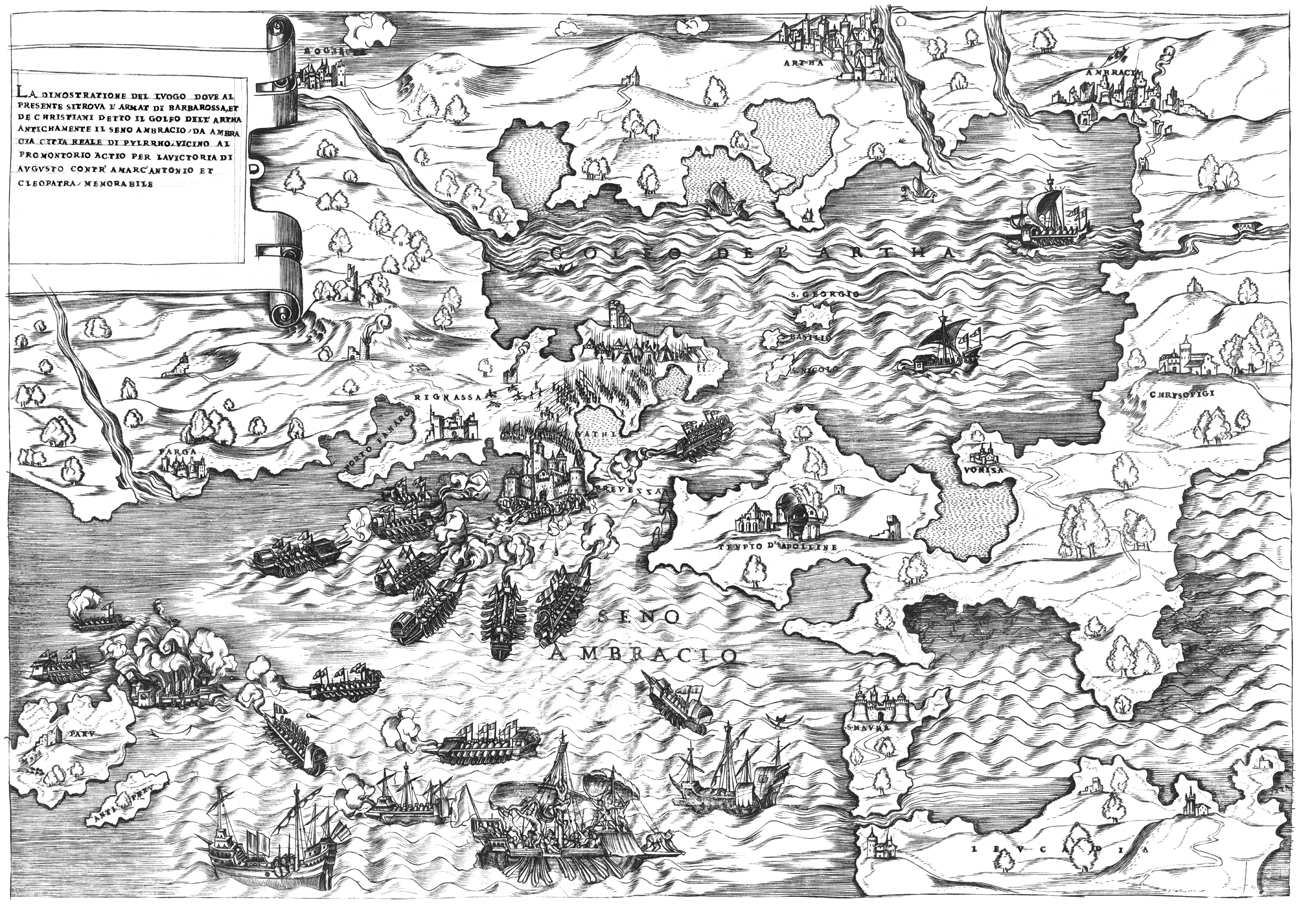
Mapa veneziano de 1540 na Batalha de Preveza. Também descreve Preveza e Vonitsa, cujos nomes são eslavo-búlgaro.

Vagenécia (em grego medieval: Βαγενετία) é uma esclavina dos vojnitas do Epiro que participaram do cerco a Tessalônica, liderado por Hatzon. Ao norte do distrito, havia um núcleo de assentamentos dos protobúlgaros de Cuber, conhecido como Cutmichevitsa.
O nome é constantemente usado em fontes históricas durante a Idade Média no período VII — século XV. Significa tanto a diocese eclesiástica de Himara quanto toda a área medieval do antigo Épiro, que foi habitada pela tribo eslava Vojunitas durante a invasão eslava dos Bálcãs. Após a conquista de Constantinopla (1204), essa área foi independente e conhecida como o Despotado do Epiro.
Ao sul, Vagenécia aparentemente abrangeu o Golfo da Ambrácia com Arta, porque, segundo Max Vasmer, ambos os topônimos Preveza  e Vonitsa  têm uma etimologia eslava-búlgara.
Hoje, esta área é conhecida como Chameria, que em búlgaro significa "material de pinheiro por derrubada".